# Maszta Azar
Maszta Azar (arab. مشتى عازار) – wieś w Syrii, w muhafazie Hims. W 2004 roku liczyła 783 mieszkańców.